# NGC 3013
NGC 3013 је спирална галаксија у сазвежђу Мали лав која се налази на NGC листи објеката дубоког неба.
Деклинација објекта је + 33° 34' 11" а ректасцензија 9h 50m 9,3s. Привидна величина (магнитуда) објекта NGC 3013 износи 15,2 а фотографска магнитуда 16,0. NGC 3013 је још познат и под ознакама MCG 6-22-18, CGCG 182-24, NPM1G +33.0174, near SAO 61706, PGC 28300.